# أولاف بولسين
أولاف بولسين (بالنرويجية البوكمول: Olaf Poulsen)‏ هو مسؤول رياضي نرويجي، ولد في 27 يوليو 1920 في كريستيانية في النرويج، وتوفي في 27 سبتمبر 2008 في أوسلو في النرويج.

## روابط خارجية
- أولاف بولسين على موقع أوليمبيديا (الإنجليزية)